# Krystian Kiełb
Krystian Kiełb (* 30. April 1971 in Breslau) ist ein polnischer Komponist, Musiktheoretiker und Musikpädagoge. 
Kiełb studierte an der Musikakademie Breslau Musiktheorie sowie Komposition bei Zygmunt Herembeszta und absolvierte sein Diplom in beiden Fächern 1998. Im Jahr 2005 wurde er promoviert, im Jahr 2014 zum Professor für musikalische Künste an der Musikakademie Breslau ernannt, seit 2017 leitet er dort die Abteilung Komposition. Daneben ist er seit 2000 Mitglied des Programmrates des Niederschlesischen Wissenschaftsfestivals. Außerdem amtierte er von 1999 bis 2005 als Vizerektor, in den Jahren 2008 bis 2016 als Rektor der Musikakademie Breslau, wo er 2020 erneut Rektor wurde.
Er ist Komponist von Orchester- und Solowerken, von Chor- und Kammermusik. Er schrieb auch Theatermusik wie für das Stück Czekając na Don Kichota (Warten auf Don Quijote) unter der Regie von Jacek Głomb. 